# Dobrzanów
Dobrzanów – wieś w Polsce położona w województwie mazowieckim, w powiecie siedleckim, w gminie Skórzec. Ma status sołectwa.
| SIMC    | Nazwa    | Rodzaj    |
| ------- | -------- | --------- |
| 0687557 | Osińskie | część wsi |

Wierni Kościoła rzymskokatolickiego należą do parafii Świętej Trójcy w Żeliszewie Podkościelnym.
W latach 1975–1998 miejscowość administracyjnie należała do województwa siedleckiego.
W majątku Brzeziny na terenie miejscowości mieszkała przez wiele lat znana przed wojną pisarka książek dla dzieci Maria Buyno-Arctowa.